# Diptiek van Jean Gros
Diptiek van Jean Gros is een tweeluik in olieverf van Rogier van der Weyden uit circa 1460-1464. De beide panelen zijn in het verleden gescheiden en daarna in verschillende collecties beland. Het portret van Jean Gros bevindt zich in het Art Institute of Chicago en het paneel met de Madonna in het Museum voor Schone Kunsten in Doornik.

## Identificatie en datering
De identiteit van de geportretteerde man is bekend dankzij de heraldische voorstelling op de achterzijde met het wapenschild van Jean Gros, de katrol met zijn motto Graces à Dieu op een banderol en de gekalligrafeerde initialen JG aan weerszijden van het wapenschild.
De bijbehorende Madonna, die dezelfde afmetingen heeft, werd in 1924 geïdentificeerd door Georges Hulin de Loo. Omdat op de achterzijde van de Madonna hetzelfde devies is weergegeven, is het vrijwel zeker dat de beide panelen bij elkaar horen, ook al is deze beschildering waarschijnlijk later aangebracht. Het was gebruikelijk om een dergelijke heraldische beschildering alleen op de achterzijde van het portret aan te brengen, omdat die zijde zichtbaar was als het tweeluik gesloten werd.
Jean Gros was een ambitieuze en invloedrijke hoveling van de hertogen van Bourgondië. Hij was onder Karel de Stoute minister van Financiën en maakte zich in deze functie gehaat onder de burgerij door zijn luxueuze levensstijl. Hij bekostigde een uitbreiding van de Sint-Jakobskerk in Brugge, waar zijn zoon Ferry in de 16e eeuw een praalgraf kreeg. In de roerige periode na de dood van de hertog in 1477 werd hij beschuldigd van zelfverrijking en werden zijn bezittingen deels in beslag genomen. De erfgenamen van de hertog, Maria van Bourgondië en aartshertog Maximiliaan, hielden hem daarentegen in dienst als raadsman en schatbewaarder van de Orde van het Gulden Vlies. Na de dood van Maria van Bourgondië in 1482 liep hij over naar de Franse koning Lodewijk XI. Jean Gros overleed in december 1484 in Dijon.
Op het schilderij is hij nog vrij jong, waarschijnlijk een jaar of dertig. Hij stond toen nog aan het begin van zijn carrière. De bronnen die op zijn jonge jaren betrekking hebben, zijn moeilijk te interpreteren, omdat zijn vader en zijn oudere broer ook Jean heetten en soms dezelfde functies bekleedden. Zijn leeftijd, kleding en haardracht wijzen op een datering rond 1460, wat overeenkomt met de schilderstijl en de plaats die het werk in het oeuvre van Rogier van der Weyden inneemt, namelijk kort voor de dood van de schilder in 1464.

## Toeschrijving
Het tweeluik is een devotiediptiek, een genre dat door Rogier van der Weyden werd ontwikkeld en waarvan het Diptiek van Philippe de Croÿ het belangrijkste bewaard gebleven voorbeeld is, naast enkele andere die waarschijnlijk van de hand van ateliermedewerkers zijn. Het diptiek van Jean Gros is het enige andere waarvan het portret meestal aan de kunstenaar zelf wordt toegeschreven. Erwin Panofsky veronderstelde dat Rogier van der Weyden Jean Gros onsympathiek vond en dat de schilder er daarom niet in slaagde hem als een vrome weldoener uit te beelden. Hoewel dit er enerzijds op kon wijzen dat het portret deels door een assistent is uitgevoerd, vond Panofsky de scherpe karaktertekening juist kenmerkend voor Rogier zelf. Technisch onderzoek van de late portretten van Rogier van der Weyden heeft aannemelijk gemaakt dat de eerste opzet door een assistent werd uitgevoerd op basis van een tekening, waarna de meester zelf het schilderij uitwerkte en daarbij correcties aanbracht, bijvoorbeeld om de relatie tussen de geportretteerde en de Madonna te versterken, zoals ook hier is gebeurd.
De door Jef Van der Veken hardhandig gerestaureerde Madonna is mogelijk het werk van een medewerker die gebruikmaakte van werktekeningen die in het atelier bewaard werden. De compositie – in het bijzonder het wat popperige Christuskind – is afgeleid van Rogiers Lucas-Madonna. Het hoofd van Maria herinnert aan een tekening in het Louvre, terwijl haar rechterhand vrijwel identiek is aan die van de Madonna van het Diptiek van Philippe de Croÿ.

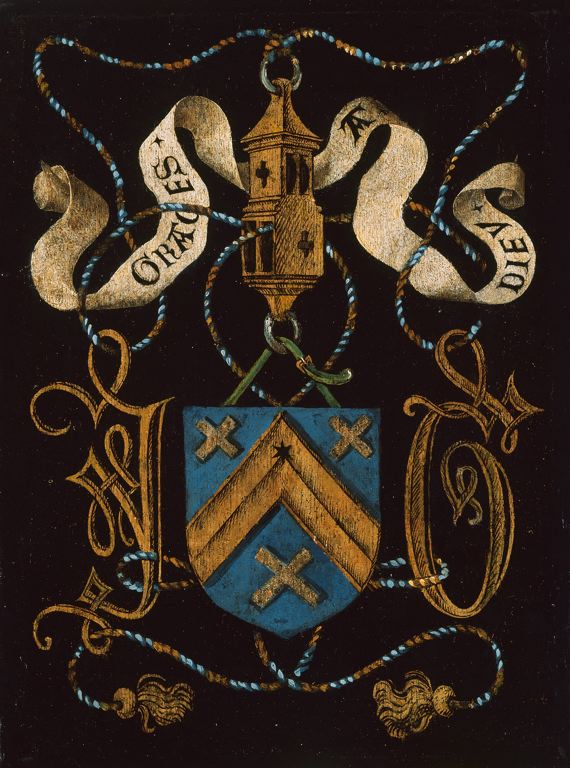
Keerzijde van het portret met wapenschild, motto "GRACES + A + DIEV +" (op banderol) en initialen JG (naast wapenschild)
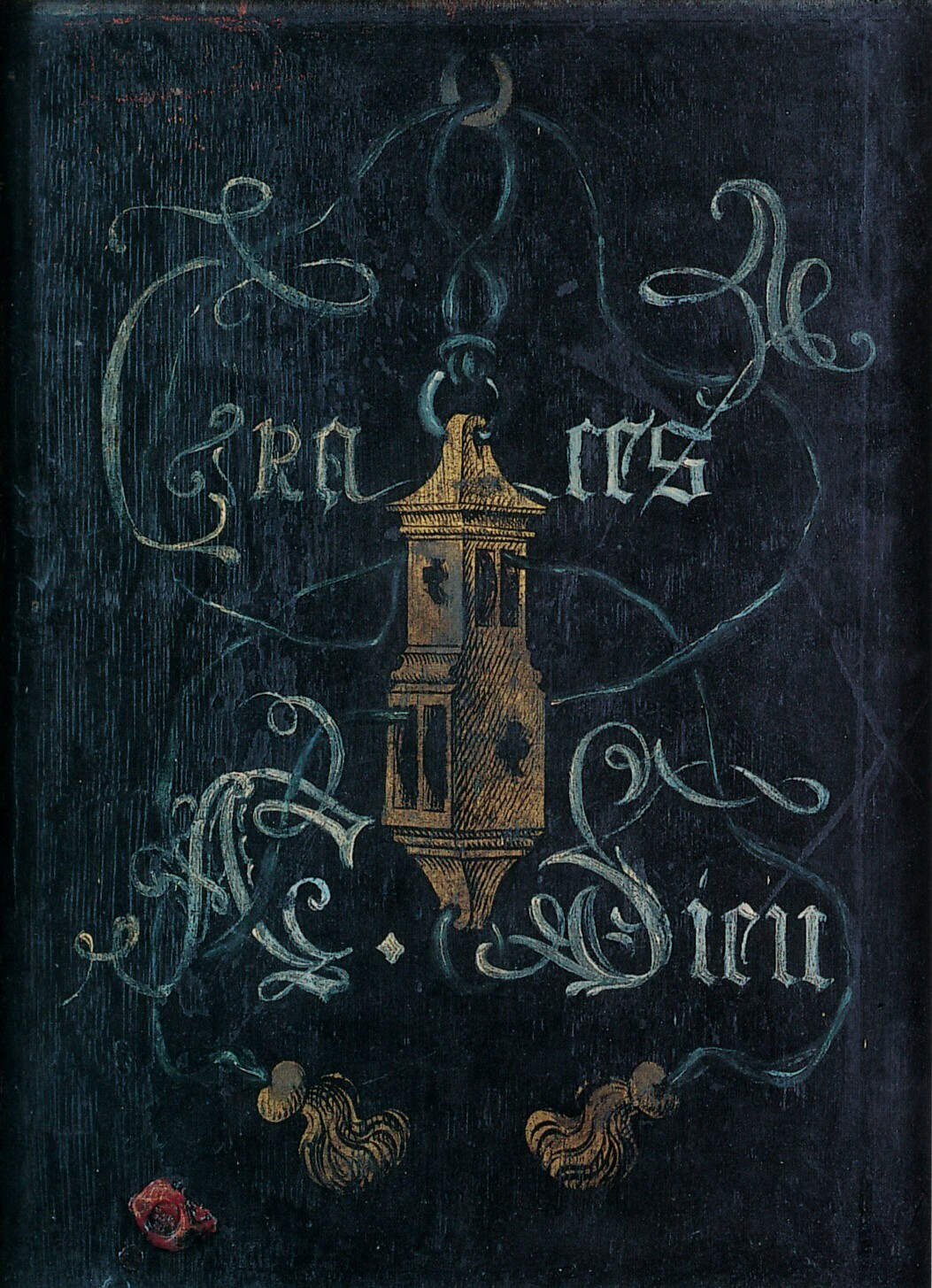
Keerzijde van het paneel met de Madonna en Kind
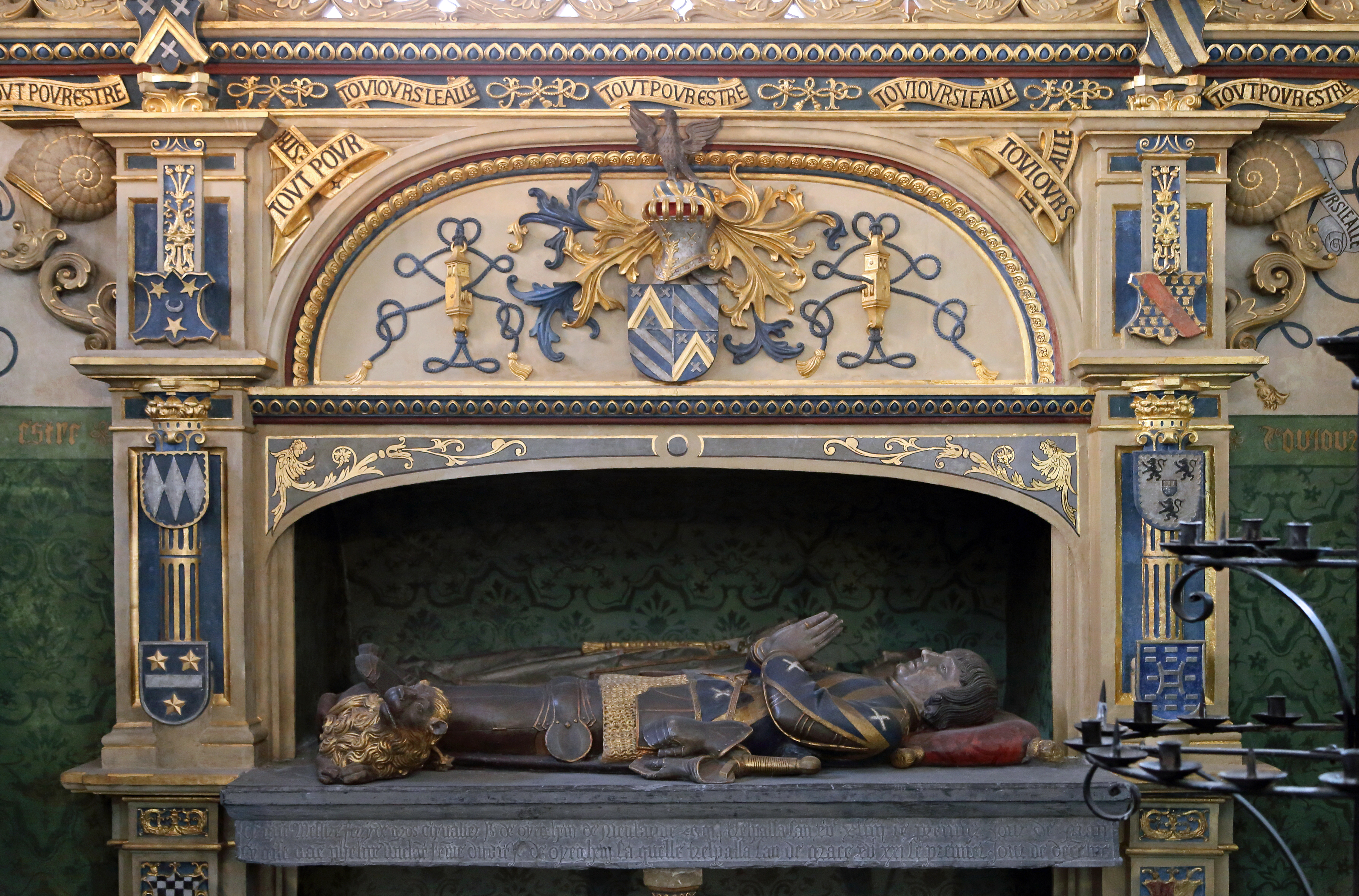
Ter vergelijking: Praalgraf van Ferry de Gros met wapenschild en katrollen, ca. 1525-1530, Sint-Jakobskerk, Brugge
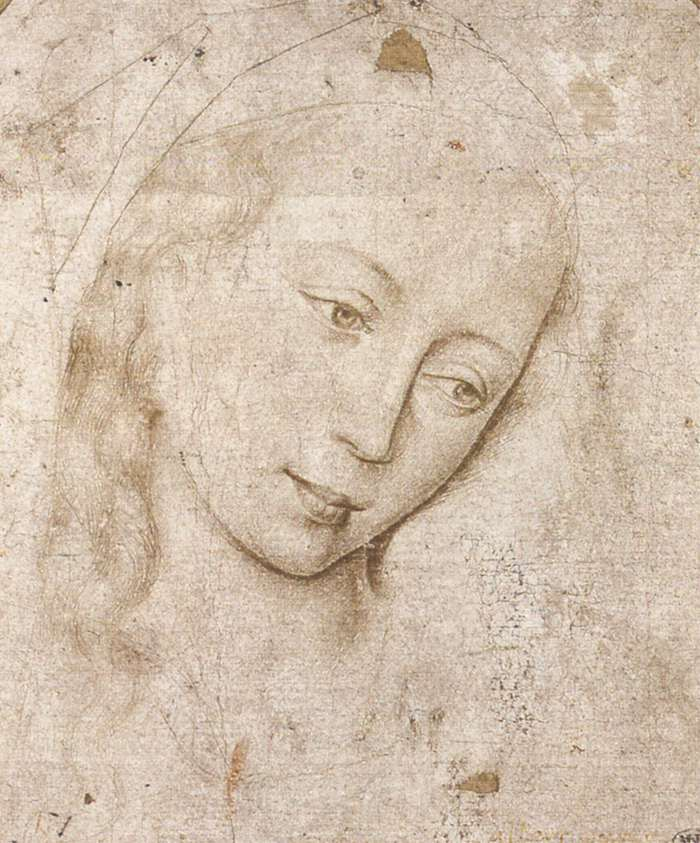
Atelier Rogier van der Weyden, Hoofd van Maria, Louvre, Parijs

## Herkomst
De luiken van de diptiek werden op een onbekend tijdstip gescheiden, in elk geval voor 1859. 
Het portret was in de tweede helft van de 19e eeuw in bezit van achtereenvolgens Isaac Joseph de Meyer, diens zoon August de Meyer (beiden in Brugge) en Rodolphe Kann die in 1905 in Parijs overleed. Kanns erfgenamen verkochten het paneel in 1907 aan Duveen Brothers (Parijs & New York), waarna het via meerdere eigenaren ten slotte in 1913 werd gekocht door Martin A. Ryerson in Chicago, die het in 1932 naliet aan het Art Institute of Chicago.
De Madonna bevond zich aan het eind van de 19e eeuw in diverse Belgische verzamelingen. Voor 1924 kwam het destijds zwaar beschadigde paneel in bezit van Emile Renders. Deze liet het ingrijpend restaureren door Jef Van der Veken, die sommige delen tot op het hout vernieuwde. Renders verkocht het werk in 1941 aan Hermann Göring. Het schilderij werd na de oorlog door de geallieerden aangetroffen in Berchtesgaden en daarna naar München gebracht. In 1946 werd het teruggegeven aan de Belgische staat die het in bewaring gaf aan het Musée des Beaux-Arts in Doornik.